# Vélorail du Larzac

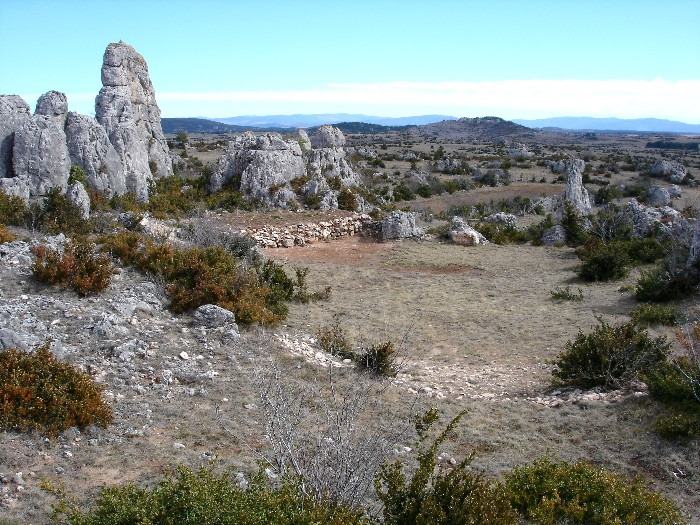
Paysage du Larzac

Le vélorail du Larzac est un équipement touristique et de loisir situé en Occitanie, dans la région du Larzac, qui utilise des voies de chemin de fer désaffectées, avec viaducs et tunnels. Cet équipement de vélorail est opérationnel depuis le XXe siècle.
Attraction touristique du département de l'Aveyron, c'est l'un des vélorails d'Occitanie, où les pratiquants ont profité d’un "panorama exceptionnel le long de la vallée du Cernon et sur les contreforts du Larzac", au cœur d’un site classé au patrimoine mondial de l’Unesco.

## Histoire du vélorail
Le vélorail est une technologie qui a émergé lors du périple transibérien à vélorail, en 1930, de l'ouvrier français Lucien Péraire, qui a atteint Irkoutsk par les voies du trans-sibérien sur la bicyclette qu'il avait modifiée au bord de la Volga, au Tatarstan.

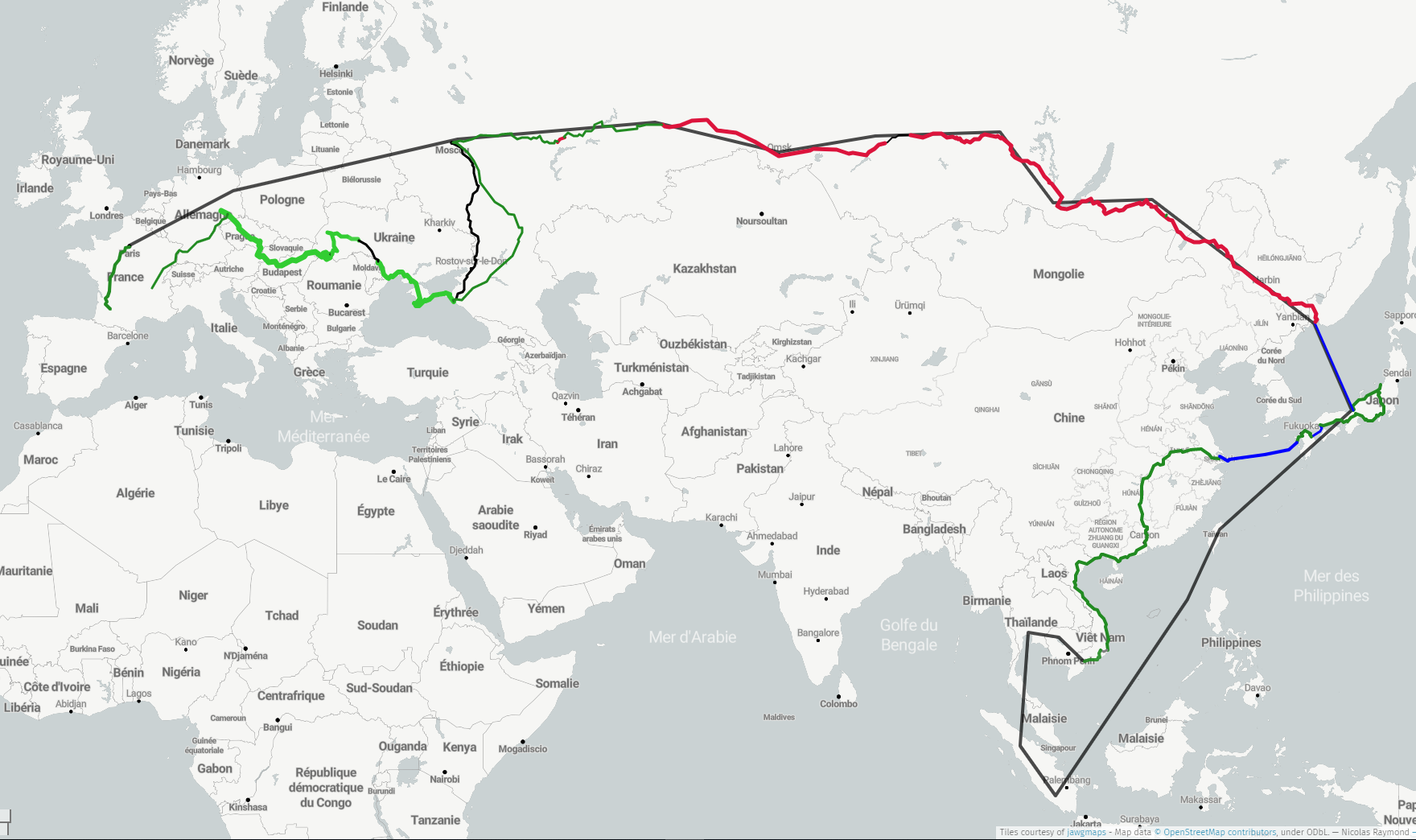
Itinéraire de Lucien Péraire lors de son voyage en 1928-1932.

## Histoire de la ligne
Le Vélorail du Larzac utilise une ancienne ligne de chemin de fer reliant Tournemire (Aveyron) à Le Vigan (Gard). Début 1938, la SNCF la récupère lors de la nationalisation des  compagnies ferroviaires. En 1939, elle est fermée au trafic des voyageurs, puis des marchandises en plusieurs étapes à partir de 1952. Vétuste, elle "presque abandonnée jusqu’à sa remise en état" des années 1970 sur portion Tournemire-Lhospitalet par l’armée française dans le cadre de l’extension du camp militaire du Larzac, puis abandonnée en 1981, à la suite de la mobilisation et de la lutte du Larzac , débouchant sur ' arrêt du projet d'extension du camp militaire du Larzac après 85 ans d'activités, qui a acquis une vocation “touristique” à partir de 2001,.

## Parcours
Le parcours du Vélorail du Larzac est étendu, grâce à 17 km de voies ferrée autrefois créées pour la camp militaire du Larzac, et qu'il est possible de visiter via un engin hybride à pédales, que jusqu'à 5 personnes peuvent "enfourcher", qui permet de voir le Plateau du Larzac "sous de nouveaux horizons". Deux parcours différents sont proposés avec "pas moins de douze tunnels et six viaducs", dont le Tunnel du Pradé ou une escale en gare de La Bastide-Pradines ou à la gare de Sainte-Eulalie-de-Cernon.
Un des parcours, de quatre kilomètres, mène en une heure environ de Cernon à Le Rouquet. A l’aller il monte et le retour se fait en descente. D'autres parcours incluent parfois des portions en train touristique.